# Crocallis unicolor
Crocallis unicolor là một loài bướm đêm trong họ Geometridae.